# Марк Валерий Месала Корвин (консул 58 г.)
Вижте пояснителната страница за други личности с името Марк Валерий Месала.
Марк Валерий Месала Корвин (на латински: Marcus Valerius Messalla Corvinus) е политик и сенатор на Римската империя през 1 век.
Син е на Марк Валерий Месала Барбат (консул 20 г.) и Домиция Лепида Младша, дъщеря на Луций Домиций Ахенобарб (консул 16 пр.н.е.) и Антония Старша. Месала Корвин е праправнук на оратора Марк Валерий Месала Корвин (консул 31 пр.н.е.). Месала Корвин е брат на римската императрица Валерия Месалина, третата съпруга на император Клавдий и половин брат на Фауст Корнелий Сула Феликс (консул 52 г.). Първи братовчед е на Нерон и втори братовчед на императорите Калигула и Клавдий.
През 46 /47 г. е приет в колегията на арвалските братя (frater Arvalis). През 58 г. Месала Корвин е консул заедно с Нерон от януари до април, след това от май до юни със суфектконсул Гай Фонтей Агрипа.